# Ardala
Ardala est une localité de Suède située dans la commune de Skara du comté de Västra Götaland. Elle couvre une superficie de 0,53 km2. En 2010, elle compte 725 habitants.